# Leucheria runcinata
Leucheria runcinata là một loài thực vật có hoa trong họ Cúc. Loài này được D. Don mô tả khoa học đầu tiên năm 1832.